# Dendropanax maingayi
Dendropanax maingayi är en araliaväxtart som beskrevs av King. Dendropanax maingayi ingår i släktet Dendropanax och familjen Araliaceae. Inga underarter finns listade.